# 山の音
『山の音』（やまのおと）は、川端康成の長編小説。老いを自覚し、ふと耳にした「山の音」を死期の告知と怖れながら、息子の嫁に淡い恋情を抱く主人公の様々な夢想や心境、死者の夢を基調に、復員兵の息子の堕落、出戻りの娘など、家族間の心理的葛藤を鎌倉の美しい自然や風物と共に描いた作品。繊細冷静に捕えられた複雑な諸相の中、敗戦の傷跡が色濃く残る時代を背景に〈日本古来の悲しみ〉〈あはれな日本の美しさ〉が表現されている。
戦後日本文学の最高峰と評され、第7回（1954年度）野間文芸賞を受賞。川端の作家的評価を決定づけた作品として位置づけられている。
『山の音』は海外でも評価が高く、エドワード・サイデンステッカーの翻訳により1971年（昭和46年）に日本文学として初めて全米図書賞翻訳部門を受賞。2002年（平成14年）にはノルウェー・ブック・クラブ発表の「史上最高の文学100」に、近代日本の作品として唯一選出された。

## 発表経過
『山の音』は、『雪国』や『千羽鶴』同様に、最初から起承転結を持つ長編としての構想がまとめられていたわけではなく、1949年（昭和24年）から1954年（昭和29年）にかけ、以下のように複数の雑誌に断続的に各章が連作として書き継がれた。各章の題名は、自然の風物に託した川端の心象が込められているものが多い。
- 1949年（昭和24年）
  - 「山の音」 - 『改造文藝』9月号（第1巻第3号）
  - 「日まはり」（のち「蝉の羽」） - 『群像』10月号・創作特輯号（第4巻第10号）
  - 「雲の炎」 - 『新潮』10月号・秋季小説特輯号（第46巻第10号）
  - 「栗の実」 - 『世界春秋』12月号（第1巻第2号）
- 1950年（昭和25年）
  - 「女の家」（のち「栗の実」続き） - 『世界春秋』1月号（第2巻第1号）
  - 「島の夢」 - 『改造』4月号（第31巻第4号）
  - 「冬の桜」 - 『新潮』5月号（第47巻第5号）

以上、「冬の桜」までの7回分をまとめたものは、1952年（昭和27年）2月10日刊行の『千羽鶴』に収録され、1951年（昭和26年度）読売ベスト・スリーに選ばれ、1951年（昭和26年度）の芸術院賞を受賞した。
「冬の桜」の続きの第8回以降は、以下のように書き継がれた。
- 1951年（昭和26年）
  - 「朝の水」 - 『文學界』10月号（第5巻第10号）
- 1952年（昭和27年）
  - 「夜の声」 - 『群像』3月号（第7巻第3号）
  - 「春の鐘」 - 『別册文藝春秋』6月号（第28号）
  - 「鳥の家」 - 『新潮』10月号（第49巻第10号）
  - 「傷の後」 - 『別冊文藝春秋』12月号（第31号）
- 1953年（昭和28年）
  - 「都の苑」 - 『新潮』1月号（第50巻第1号）※ 刊行本では前回の「傷の後」より先の章になる。
  - 「雨の中」 - 『改造』4月号（第34巻第4号）
  - 「蚊の夢」（のち「蚊の群」） - 『別冊文藝春秋』4月号（第33号）
  - 「蛇の卵」 - 『別冊文藝春秋』10月号（第36号）
- 1954年（昭和29年）
  - 「鳩の音」（のち「秋の魚」） - 『オール讀物』4月号（第9巻第4号）

以上、第1章「山の音」から「秋の魚」までの全16章（全17回分）を収録した限定版『山の音』は、1954年（昭和29年）4月20日に筑摩書房より刊行され、12月17日に第7回野間文芸賞を受賞した。同年6月25日には同社より普及版『山の音』が刊行された。
その後、1969年（昭和44年）8月25日に新潮社より刊行の『川端康成全集第8巻 千羽鶴・山の音』（全19巻本）に収録される際に若干の訂正が加えられ、それが最終決定版となった。文庫版は、岩波文庫、旺文社文庫、角川文庫などから刊行されたが、重版は新潮文庫により最も多く行われている。
翻訳版は、エドワード・サイデンステッカー訳の英語（英題：The Sound of the Mountain）のほか、スペイン語（西題：El rumor de la montaña）、フランス語（仏語：Le Grondement de la montagne）、イタリア語（伊題：Il suono della montagna）など世界各国で出版されている。

## あらすじ
昭和24年7月末から昭和25年秋まで
東京にある会社に通う初老の重役・尾形信吾は、妻・保子、長男夫婦（修一、菊子）の4人で鎌倉に住み、修一も同じ会社で補佐的な役を務めている。近頃もの忘れをするようになった信吾は、去年の還暦の年に少し喀血したが、診察も受けず特に支障はなかった。しかし夏のある深夜、地鳴りのような「山の音」を耳にし、死期を宣告されたような恐怖を少し覚えた。最近では、友人たちの訃報も続いてきた。
修一の嫁・菊子はほっそりとした色白の娘で、菊子を見ると、信吾は妻・保子の姉を思い出した。保子の姉は美人で、少年時代の信吾の憧れの人であったが、若死にし今はもうこの世にいない。修一と菊子は結婚してまだ2年足らずだったが、修一はもう他に女をこしらえていた。だが女が出来てから、修一と菊子の夫婦生活が急に進んできたらしく、深夜、前にはない菊子の声を信吾は聞く。信吾は菊子を不憫に思い、修一の浮気の秘密を知る会社の秘書・谷崎英子から、女の居場所を聞き、その家を外から眺めたりした。

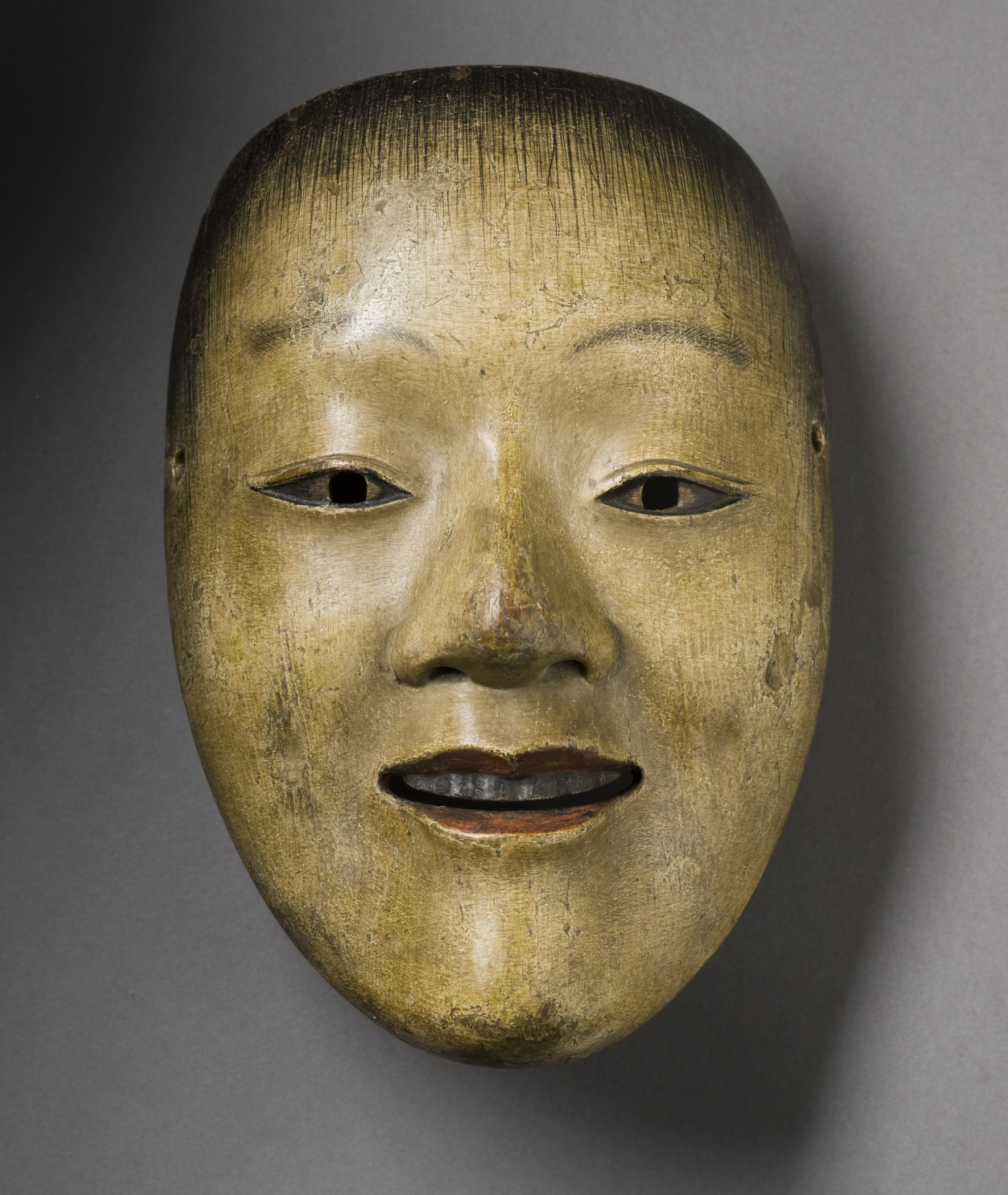
（参考画像）作品中の重要なモチーフになっている能面「慈童」と同種の面

嫁に行った長女・房子は、夫・相原と不仲で、2人の幼子（里子、国子）を連れて実家へ帰ってきたりしていた。そんな家族の鬱陶しい厄介事の重苦しさの中で、可憐な嫁の菊子だけが信吾にとっての「窓」であった。菊子もそんな舅の優しさに親しみを感じていた。信吾は時々、死んだ知人・友人の登場する夢や、若い娘を抱擁する妖しい夢を見ることが多くなった。信吾は、亡友の遺品の能面を預かり、その少女のような美少年の中性的な慈童面の唇に接吻しそうになった。
菊子への淡い恋情の気持ちを意識する信吾は、修一と菊子が夫婦だけで暮した方がいいのではないかと考え、菊子に別居を勧めてみた。しかし舅の温かさを日頃感じている菊子は、自分のことを案じて労わる信吾の優しさに縋っていたかった。別居し、たった1人で修一の帰りを待つことは怖くて淋しいと菊子は言った。
修一の浮気相手・絹子は、戦争未亡人であった。修一は酔うと、絹子やその同居人の女性・池田に唄えと命令するなど、手荒いことをした。信吾は、修一が菊子のことを谷崎英子に、子供だとよく言っていることを知り、怒りに震えた。純潔な処女だった菊子を軽んじ、他人にも平気で下世話な話をする修一の無神経さが信吾には不可解であった。戦地から帰った復員兵の修一は、どこかで深いトラウマを受けた「心の傷病兵」であった。
ある日、菊子は茶の師匠をしている友人の家から戻り、信吾が眺めている慈童面を顔にあててみた。顔を動かさないと表情が出ないよと信吾に言われ、いろいろに艶めかしい少年の能面を動かす菊子の姿が信吾には痛ましかった。菊子の能面に隠れた小さな顔の顎から喉へと涙が伝って流れていた。信吾は、菊子が離婚の決意をし、自分も友人のようにお茶の師匠になろうかと思案しているのを察し、菊子にそう呼びかけた。菊子は頷き、もし修一と別れても、お父様の所にいて、お茶をしてゆきたいと言った。
菊子は修一の浮気を知っていて、身ごもっていた修一の子を堕胎していた。このまま女との関係を続けるのならば子供は産まないと、菊子は修一に言っていた。信吾は修一を叱咤し、苦言を言うが、その人工中絶費用の出所も絹子の金であったことを知り、息子の精神の麻痺と頽廃に驚いた。しかし信吾は自身もまた、同じような泥沼にうごめいているのかもしれないとも思った。
信吾は、戦争未亡人の絹子が修一の子を妊娠したことを谷崎英子から聞き、絹子の家を訪ねた。家には同居人で同じく戦争未亡人の池田がいた。務めている洋裁店から帰宅した絹子は、お腹の子は修一の子ではないと言い張った。すでに別れ話も済ませたと涙を頬に流しながらも、気丈に説明する絹子に、信吾はとりあえず手切れ金の小切手を渡して立ち去った。秋口となり、菊子が再び妊娠した様子だと、出戻っている房子が言った。信吾は、今度は大事にして産んでほしいと菊子に声をかけるが、菊子は妊娠を否定した。
ある朝、信吾はネクタイを結ぼうとして、結び方が分からなくなった。妻にネクタイを結ばせている時、ふと昔、大学を卒業し初めて背広を着た日に、保子の姉がネクタイを結んでくれたことを思い出した。美しい憧れの人が死んだ時、その仏間に鮮やかな盆栽のもみじがあった。修一は、信吾と電車で帰る車中、菊子は自分の妻であるが「自由」だということを、お父さんから伝えてやってくださいと言った。
房子の夫・相原は女と心中事件を起こした後も行方不明で、房子は離婚届を出していた。もし房子が誰かと再婚し、幼子2人を実家に置いたままにした場合、菊子に負担がかかると考え、信吾は再び菊子に自分たちとの別居を勧めた。菊子はやはり修一と2人だけの生活が怖く、信吾と離れたくないようだった。信吾は、修一が菊子は自由だと言っていたことの意味に、自分（信吾）からも菊子はもっと自由になれ、という意味があると思い、そのことを菊子に告げた。その瞬間、鳩が飛び立ち、信吾にはその音が「天」からの音に聞こえた。菊子は鳩を見送りながら、私は自由でしょうか、と涙ぐんだ。
ある日曜の夕飯時、一家7人全員が揃っていた。長女・房子が、スタンドの飲み屋でもいいから小さい店を持ちたいと言うと、菊子も「女はみんな水商売が出来ますもの」と、店を開いたら自分も房子を手伝いたいと言った。信吾は次の日曜に家族みんなで田舎の信州に出かけ、もみじを見に行こうと提案した。食事のあと、座敷からからす瓜が重そうに実っているのを見た信吾は、それを菊子に伝えるが、食器を洗う音で聞こえないようだった。

## 登場人物
年齢は数え年だったが、作中の正月からは「年齢のとなえ方に関する法律」（昭和25年）のため、満年齢の歳になる。
尾形信吾
62歳。妻と息子夫婦と一緒に鎌倉市に居住。横須賀線で東京の会社に通う重役。戦争以降、妻との夫婦生活はない。妻とは30幾年前に、故郷の信濃で結婚。少年の頃、妻の姉の方に憧れていた。去年の還暦の年に吐血し、物忘れをするようになり、死んだ人々の夢をよく見るようにもなる。夜中に聞こえた「山の音」を死期の予告と感じる。自分の脳を大学病院にでも預けて修繕し、1週間でもぐっすり眠ってみたいと時々思う。
保子
63歳。信吾の妻。一男一女（修一と房子）を儲けた。小づくりながら頑丈で達者。若く見えるが、美人ではない。15、6歳の頃からのいびき癖があり、結婚で止まっていたが50歳過ぎて、またいびき癖が出ている。若い頃、同じ姉妹とは思えないほどの美人の姉に憧れ、美男の義兄（姉の夫）も好きだった。姉が早死し、その遺児や義兄の面倒を献身的につとめていたが、義兄には保子との結婚の意志はなかった。そういった諸事情を知った上で、信吾は保子と結婚した。
尾形修一
信吾と保子の長男。父親と同じ会社に勤務し、毎日一緒に通勤している。東京育ち。美男子。太平洋戦争から復員した「心の負傷兵」。以前は優等生であったが、戦後は頽廃的な性格になり、戦争未亡人の絹子と浮気をしている。信吾のようには運命論を信じない。
菊子
20歳くらい。修一の若妻。ほっそりとした色白で、顔が小さく、あごから首の線が娘らしく美しい。旧姓は佐川。8人きょうだいの末っ子。末っ子らしく皆に気安く愛されて育った。兄姉もみな結婚して子供が多い。菊子は、母親が高齢で出来た子で、それを恥じた母が堕胎を試みてしくじり、難産で額に鉤をかけられて生まれたため（鉗子分娩）、額にかすかな傷の跡がある。体調が悪く顔色が青ざめていたりすると傷跡が目立つ。普段は前髪で隠れているが、ふとした時に見えるその傷を、信吾は愛おしく思う。
房子
信吾と保子の長女。修一の姉。素行の悪い相原という男と結婚し、2人の子供（里子と国子）を産んだ。不器量だが体つきはよく、乳房が大きい。夫と不仲で実家に出戻って来る。
里子
4歳。すぐにぐずる。凶悪、凶暴な性格。房子が油蝉の羽根を切って与えてから、油蝉を捕まえると羽根を切ってくれと大人にせがむ。羽根を切った油蝉をおもちゃにして遊び、庭に投げ捨てる「しんねりといこぢ」な暗い子供。稚児行列の踊りの少女の美しい着物の袖に掴みかかり、少女が倒れ、あと一歩で少女が車に轢き殺されそうになる。
国子
産まれたばかりの赤ん坊。低空飛行のアメリカの軍用機の音に驚き、無心に山を見上げる。信吾はその時ふと戦時中の日本本土空襲のことが過り、次の瞬間、飛行機に爆撃され惨死する赤ん坊の写真の像を空想する。
絹子
戦争未亡人。エロティックなしゃがれ声。修一の浮気相手。修一より年上。本郷に居住。洋裁の仕事をしている。修一の子を身ごもり、修一と別れた後、沼津に小さな洋裁店を開く。
池田
戦争未亡人。絹子と一緒に住んでいる。絹子より2、3歳年上の感じのいい婦人。小学生の男児の子供がいるが、亡夫の家に預けている。小学生の家庭教師のアルバイトをしている。
谷崎英子
22歳。信吾の会社の女事務員で、信吾の部屋付きの秘書。体が薄く胸が小さい。恋人がいたが戦死した。信吾の亡友・北本の妻の紹介で会社に入社して3年になる。北本は戦争で3人の息子と仕事を失い、精神がおかしくなりその後死亡。英子は北本の娘の学友。信吾の会社を辞めた後は、絹子が雇われている洋裁店で働く。
鳥山夫人
信吾の旧友・鳥山の妻。更年期の時、夫の夕飯だけ用意せずに虐待していた。
鈴本
信吾の旧友。禿げ頭。若い女を連れ込んだ温泉宿で頓死した水田の遺品の能面（5面）を夫人から買ってくれと頼まれ、信吾に能面を見せに来る。信吾はその中から、「永遠の少年」の慈童の面を買った。
〈回想部〉
保子の姉
美貌の女性だったが若くして病死。死の前に「山の音」が鳴っていた。信吾は亡き義姉の美しい幻影と、菊子を重ねている。
保子の義兄
保子の姉の夫。眩しいほどの美男子。義妹・保子の気持ちを知りながら、保子と再婚はしなかった。
相原
房子の夫。麻薬の密売をし、自身も麻薬常習者。女と心中し新聞沙汰になる。女だけ死亡。足の悪い老母がいる。
その他の人々
信吾の夢に出てくる死んだ知人友人（相田、鳥山、水田、北本）など、昔会った人たち。信吾と修一が電車の前席で見かけた、父と娘としか思えないほど似ている他人同士の乗り合わせの男女。

## 作品背景
『山の音』は川端康成が数え年51歳の時に書き始められた作品であるが、50歳を境に急に作品の量が増え、作家として充実した多作期に入っていた。この時期は、川端の〈再生〉の自覚がもたらした「実りの時」であり、その時期の代表的作品となる『山の音』には、川端自身の敗戦の体験、友人・知人の相次ぐ死（1944年に片岡鉄兵、1945年に島木健作、1946年に武田麟太郎、1947年に横光利一、1948年に菊池寛）や、50代という年齢的自覚などが執筆背景として大きく働いている。
川端は『山の音』執筆開始の前年、数え年50歳を記念して刊行された全集の「あとがき」の中で次のように語っている。
また、戦後の決意として、戦後作品に象徴させようとしたものを、川端は以下のように表明しており、『山の音』を執筆する前の時期が、「〈悲しみ〉の季節であり、〈哀愁〉の幾歳月」の戦後の数年間だったことが看取される。
なお、主人公の初老の男は東京の会社に通う重役であるが、これは川端が1945年（昭和20年）から1949年（昭和24年）まで鎌倉文庫の重役として日本橋白木屋の事務所に通勤した時の経験が、横須賀線車中の描写などに具体的に生かされ、主人公が息子の嫁に、慈童の能面をつけさせる有名な場面には、日本の古美術についての川端の造詣や親しみが表れている。

## 作品評価・研究

### 文壇での反響
『山の音』は、同時期の『千羽鶴』と共に、読売新聞の1951年（昭和26年度）読売ベスト・スリーに、三島由紀夫の『禁色』、大岡昇平の『野火』と共に選ばれ、同年度の芸術院賞を受賞した他、第7回野間文芸賞を受賞するなど高評価され、『山の音』を書いたことで、川端が横光利一を超えたという認識が文壇内に起こった。
高見順は、初め川端は横光に追随し新を衒っていたが、「いつの間にか、自分の死場所を見付けてしまった」として、川端の小説が「それぞれに氏がそれだけで死んでしまってもよい完成に達しているとともに、各篇のなかでどこで切れても、それでいいように出来上がっている」とし、それを敷衍した中村光夫は、「横光氏の死後十年の今日、氏の作家としての評価はまだ定まらないにせよ、『旅愁』を書いた氏より、『山の音』の川端氏の方が、少なくとも作家としての幸福は確実に所有したと云える」と高評価している。
山本健吉は、最初の「山の音」の章が発表された際、「このような孤独の深淵を見つめた作品をふと示されると、良心的な作家の寒々とした魂をのぞき見るようで、恐ろしい気がする」として、もう鼾を止める時しか妻の身体に触れることがなくなった信吾が、妻に憐れみを感じる一文に、「氏の冷澄な眼と孤独の魂とを感得する」と評し、その後さらに続きが発表されると、「その抒情と分析との一つの頂点」が『雪国』であったとすれば、『山の音』は、「第二のさらに高い峰」だとして、そこには疑いもなく「日本の一つの家」があり、「老の境涯に仮託した作者の旧い日本への挽歌」が込められていると解説し、『山の音』を「川端氏の傑作であるばかりでなく、戦後の日本文学の最高峰に位するもの」と位置づけている。

### 研究
『山の音』は、老境にいたった主人公の眼と心とを通して、日本の敗戦とそれに続く戦後とが、日本の「家庭」に何をもたらしたかを表現している作品として文壇で高評価となり、川端の長篇小説の中でも、文学的に最も優れた作品として冠されることが多い重要な代表作となったが、その後も、文章論や作中の個々のモチーフなどの様々な観点からの論評がなされている。
なお、川端は『山の音』『千羽鶴』が高評価された後、〈このやうなひきのばしではなく、初めから長編の骨格と主題とを備へた小説を、私はやがて書けるとなぐさめてゐる〉とし、〈ほんたうに書きたい作品が一つも出来ないで、間に合はせの作品ばかり書き散らして、世を去つてゆくこと〉になりはしないかという危惧を表明して、〈敗戦から七年を経、全集十六巻を出し終つて、今は変りたいと切に願つてゐる〉と語った後に、それを裏付けるような『みづうみ』、『眠れる美女』などの作品を発表していくことになる。
三島由紀夫は、『山の音』を川端作品のベストスリーの首位に挙げることを当然とし、「もはや贅言を要しまい。その美と鬼気と芸術的完璧さは、すでに巷間周知の事実である」と述べ、同じくベストスリーの2位に挙げた『反橋』連作（反橋、しぐれ、住吉）は、『山の音』の母胎となった作品だとし、「氏（川端）は『山の音』から『反橋』の連作を通じて、はじめて、古典の血脈にふれ、日本文学の伝統に足を踏まへた」と解説している。
また三島は文章の特徴について、信吾が〈山の音〉を聞き恐怖に襲われる場面の描写における「頻繁な改行の技法」を、「琴の弦が突然切れたひびきや、精霊をよび出す梓弓の弾かれた弦の音のやうなもの」だと形容し、そういった「音の突然の断絶の効果」のある「音楽のない」文章を、「一種の鬼気を生む」ものとして、「行を改められた文章の突如の変調」と「構成の乱雑さ。故意の重複と、故意に抒述を前後させてあること」が、死の恐怖が急に襲ってくる「鬼気」を生む効果の原因だと解析し、初期作品（掌の小説）から看取されるこの技法が、この『山の音』の場面において、「一そう手が込んで、一そう蒼古な味を帯びてきた」と評している。主題に関しては、「傷の後」の章を取り上げつつ「中世文学伝来の主題である老人の恋が取扱はれてゐる」とし、「老人対嫁といふ設定は、初期作品にしばしば見る青年対処女といふ設定のヴァリエイション」という見解の元で、川端文学にしばしば見受けられる到達不可能性の主題を以下のように考察している。
中村光夫は、主人公の変遷の観点から、『伊豆の踊子』、『雪国』がそれぞれ作者の「青春の象徴」、「中年の代表」をしているとすれば、『山の音』には、「川端康成の老年の姿」が描かれているとし、「尾形一家の生活には、敗戦後の一時期の日本人の生活の苦しさが、どぎつい世相をはなれて滲んで」いると評している。また中村は、信吾が菊子に惹かれるのは容姿だけではなく、「性生活などではみたされぬ孤独に我慢強く堪えている彼女の性格」であり、信吾の孤独な心の空虚に菊子の思いやりが届き、自分と菊子が「同種族」の人間であることを見出しているからだと解説しながら、信吾が、菊子に対して抱く〈うちにゆらめくもの〉を厳しく抑制し、作者・川端は情熱の醜さを「倫理の世界」で救おうと試み、「好色から昇華された恋」を描いているとしている。
佐伯彰一は、『山の音』を「敗戦文学」、「老いたる家長、敗れたる家長の物語」だとし、「陰画としての戦争小説の最もすぐれた達成の一つ」と評している。その一方、川嶋至は、前後作の『千羽鶴』よりは現実的な作品世界であることは認めつつも、「（戦争の）与えた衝撃も浅く、主要テーマからはおよそ遠い」として、作品は、「信吾のうちなる山の音に象徴される死の予感と老残の性のなかになおくすぶりつづける性へのあこがれを主軸として展開されている」ものとしている。
越智治雄は、佐伯彰一と同様、戦後の状況を投影させた作品として『山の音』を捉え、「創作過程において戦争の傷あとを残した戦後の状況への作者の目が鮮明になってくることは否定できない。言葉を換えれば、『山の音』は戦争をくぐり抜けなければ絶対に書かれなかった作品」だとして、前半から後半への変化を指摘し、朝鮮戦争の影響を受けて「朝の水」の章以降、作中の戦後批評が明瞭になってくることを精密な読解で示している。また越智は、信吾が「花開く二千年前の蓮」（大賀ハス）の新聞記事に関心を寄せることに着目し、信吾が菊子の中に宿っていた生命に賭ける思いに連続している想念だと考察している。
管虹は、さらにこの越智の指摘を敷衍し、このハスの話題が作中で2度も言及されている点や、実際に大賀ハスが新聞記事となった時間と作中時間軸のズレや、川端がハスの発見場所を、「満州」とわざと書き変えている点に着目し、川端と満州との関わりや、満州に対する愛着を鑑み、川端が創造した「満州ハス」が、中国古典や仏教文化と重なり、「泥中の花」（汚泥の中から生じながらも、泥に染まらない高潔で清浄な花）、「火中蓮華」（煩悩を美に昇華する）のイメージに発展していると考察している。そして「泥中」は、戦火を浴びた後の、「水火の苦しみの中の病的、墜落的な戦後の日本社会」であり、それは修一に象徴され、ハスの2つの蕾は、菊子と絹子の2人の女性の中に宿る胎児を象徴していると管虹は考察し、ハスに関心を寄せる信吾の〈再生〉の願いには、敗戦という現実の崩壊からの蘇生感を込めた川端の思いが背後にあると解説している。
村松剛は、描かれている女性像の観点から、菊子が〈妖精〉のような〈永遠の少年〉の慈童のお面をつけて泣く場面に触れて、もしもその時に信吾がその慈童面をはぎ取り、菊子を抱き彼女の肉体を得たとしても、「〈永遠の妖精〉の面は、そういう彼をあわれむように、やはりそこにあり、渇望は彼の心に残るはずである。そして菊子も、そのさびしげな表情を変えはしまい」とし、次のように解説している。
また村松や三枝康高は、慈童面を付けた菊子を見つめる信吾が、その面を買って帰った日、慈童面の〈可憐な唇〉に接吻しそうになったことを思い出して、〈埋木なれども、心の花のまだあれば……〉という謡曲『卒塔婆小町』の一節を密かにつぶやくことに触れ、そこで信吾が自身の老境を小野小町の老いに重ね、その一節の後、小町が深草少尉に向って、〈手向けになどかならざらん〉と言い、〈煩悩といふも菩提なり〉と続ける言葉が、慈童面の菊子に狂おしく向って重なっているのを川端が暗示させていることを指摘している。
長谷川泉は、菊子が慈童面を付ける場面の導入部で、菊子が黒百合を持って信吾のいる座敷にやって来る点に触れ、黒百合の匂いを、〈いやな女の、生臭い匂いだな〉と言う信吾に、菊子がまぶたを赤らめてうつ向いてしまうのは、「慈童の面の観念的純粋さを呼ぶための、創作上の技法の冴え」でもあり、あらゆる具象が捨象され、「女体の持つ具象」をも捨象される〈永遠の少年〉（慈童面）には、「幻想的な観念の世界」のみ現出されるとし、〈面の目の奥から、菊子の瞳が信吾を見つめてゐるにちがひない〉と信吾が冷静に考えていることも鑑みて、以下のように解説している。
板垣信は、『雪国』の島村は、トンネルで遮断された世界の美しさと写す「レンズ」にすぎなかったが、「山の音」を死の告知と慄く信吾の中には、「充たされなかった愛の思い出が揺曳」しており、その欲望は「あやしく燃えあがる」とし、『山の音』では、「生きた人間」として主人公になりえているとしながら、信吾の自己抑制により、「美しい愛の世界にまで昇華させている」と解説している。そして板垣は、暗い〈鬱陶しい家庭〉の中の唯一の開かれた〈窓〉であり、信吾の孤独の〈わづかな明り〉である菊子を、〈窓〉として見つめつづける信吾の「心の空白感の無限のひろがり」と、それに感応する可憐な菊子の「さびしさ」が、川端の言う〈日本古来の悲しみ〉、〈あはれな日本の美しさ〉だと解説している。
武田勝彦は、『山の音』の主題を、「道徳の基準も揺れ動く戦後の日本にみられる新しい生き方と古い生き方の相克を描き、その中に人間の善意と良心の存在を問い、自由の意味を示そうとした作品」ではないかとし、終章で信吾が、鳩の飛び立つ音を〈天〉からの音と聞く場面を、聖書の言葉と関連させて考察している。
富岡幸一郎は、信吾と菊子が飛び立つ鳩を見上げる〈天〉の音の場面が、「一瞬に共有した啓示」のように見えるが、そこから「救済の光」は差さず、「〈自由〉の天空へ突き抜けるべき頂点」は『山の音』には現出しないとし、山本健吉が『源氏物語』に書かれざる「雲隠」の巻があるのと同様、『山の音』にも書かれざる「紅葉見」の章があると考察したことを否定し、虚空を見つめる透徹した「川端のリアリズム」にはそのように「作品の円環を閉じるつもり」はなく、谷崎潤一郎の『細雪』のラストで姉妹たちが満開の桜を見るように、最後に鮮やかな紅葉が秋の日に輝くような光景を川端は決して描かず、美しい幻の義姉には名前すらなく、「〈盆栽の紅葉〉のミニアチュールな世界に影のように残留しているだけ」だと解説している。
そして富岡は、『山の音』の前に発表された『反橋』三部作の、「孤独と頽廃の底から、仏界へのあこがれと祈念」が込められた〈あなたはどこにおいでなのでせうか〉という不在の母へ問いかけには、〈造化の妙〉である「血筋や血縁」をこえた「幻の〈母〉」が「仏の姿として彼岸の世界」に想定され、このテーマが『山の音』にも引き継がれているとしながら、随所に看取される川端の〈魔界〉を考察している。また、川端が『山の音』執筆中、広島の原爆被災地で受けた衝撃の帰り、浦上玉堂の『東雲篩雪図』を手に入れ、その絵を凝視していたことを鑑み、戦争の影を引きずる家族の日常を描く『山の音』の「崩壊の不安」は、原爆の衝撃波と轟音がもたらす悲劇や荒野を直接には描いてはいないが、信吾が聞く不気味な〈山の音〉の響く地平から、「日常の奥に隠された歪んだ時空間」は現れ、「頽廃と背徳をにじませる生者の日々」があるとし、「『山の音』の作品世界の底から湧いてくる〈惨澹〉の様相は、戦後文学のいかなる他の作家も描破しえなかったものである」と富岡は評している。
今村潤子は、川端が戦時中に『源氏物語』を耽読し、戦後、〈私は日本古来の悲しみのなかに帰つてゆくばかりである〉と〈日本風な慰めと救ひ〉を語った心情と、『山の音』の終章で信吾が、亡き義姉の象徴である〈華麗なもみぢ〉を見に行こうと、「過去の憧憬の世界」へ帰る姿の共通性を指摘しつつ、そこに込められた戦後の生の処し方へのモチーフが、第1章の〈山の音〉と、終章で信吾が、修一からも自分からも菊子が〈自由〉だと宣言する時に聞く〈天〉の音が照応するところに謳われているとして、その対照的な2つの音への展開が、「信吾の意識の変革」を示すものだと解説している。そしてその後俳句に託した信吾の心境は、「現実の中で苦悩した人間がある時点で得た悟りに近い（東洋的な）諦観」であり、水の流れに任せてゆく落鮎の姿は、「流転を続ける人間の姿の象徴」だとしている。
そして今村は、この〈山の音〉と〈天〉の音の「聴覚」によるモチーフ展開は、菊子に対する信吾の抒情的な心の揺れに、「がっちりした柱」を与え、もう一つの「美的世界」を展開する〈もみぢのくれなゐ〉の照り返し（信吾の愛の幻影）等の視覚表現とも結びついているとし、信吾は時々、亡き姉の幻影を見ることで、「現実の苦しみから一時の救済」を計り、「過去の想い出へと自由に飛翔」し、「義姉への絶ち難い思慕の念と現身の菊子への心の揺らぎ」が「過去と現実」という形で美しく交響していると評しながら、信吾が、菊子との危うい現実での係わりを意識的に断ち切り、菊子を「生身の人間」から「美の存在」に置き変えようとするところに、愛するものを「美的に昇華しようとする川端の不可触の愛の姿勢」があると考察している。
さらに今村は、信吾の「死」と「生」の意識と、戦争による人間の「生と死」の問題が、作品のモチーフとして深く噛み合っているとし、孫の国子が低空飛行のアメリカの軍用機の音に驚く姿を見た信吾が、次の場面で、〈数知れずにあつたにちがひない〉空襲で爆撃死した赤ん坊の姿を夢想し、そこからさらに菊子の人工流産を〈遠まはしの殺人ではなかつたか〉と思いを馳せる「一種の壮絶さ」を感じさせる「自由連想による意識の流れ」（三島由紀夫が名付けた川端独特の手法「突然のロマネスク」）に描き出されているとして、以下のように解説している。
また、〈今も新しい戦争が僕らを追つかけて来てゐるのかもしれないし、僕らのなかの前の戦争が、亡霊のやうに僕らを追つかけてゐるかもしれない〉という修一の言葉や、家出し夫婦で心中した日本漕艇協会副会長が孫に宛てた、〈日本の独立の日は近くなったが、前途は暗澹たるものだ。戦争の惨禍におびえた若い学生が、平和を望むなら、ガンジイのような無抵抗主義に徹底しなければだめだ。自分の信ずる正しい道に進み、指導するには、余りに年を取り過ぎ、力が足りなくなった〉という遺言の言葉を挿入するなど、川端が当時の社会情勢を取り入れて、現実の戦争と広く係わりながら美を追求したところに、『雪国』には見られなかった「作品の深みと重み」があり、川端自身の敗戦体験や知人たちの死が核となった〈再生〉の意識が『山の音』の作品モチーフとなっていると今村は解説している。
羽鳥徹哉は、鶴田欣也が、「鳥の家」の章で菊子を怯えさせる蛇（青大将）を、信吾の男性器の象徴だとしながら、「蛇の卵」の章の小蛇が、信吾が意識下で菊子に産ませた子供だという「逆オイディプス」説を論じたことについて、鶴田がフロイト的な画一的な連想に囚われ、その情景をよく読解していない点などを指摘しつつ反証し、その小蛇は、はっきりと修一の子だと文脈的に書かれているとし、作品全体の文脈やテーマ的に見てもそうなっていなければおかしいとしている。
羽鳥は、パリの夫婦がお互いの愛の持続のために浮気相手を探すという修一の話（横光利一の『欧州紀行』内で綴られている）を信吾が半ば納得することや、修一の浮気相手の戦争未亡人・絹子に信吾が同情的で、米軍相手の娼婦にさえもむげに非難しきれない点もあることを挙げ、信吾にとり、修一の浮気は菊子に近づくチャンスでもあり、修一も菊子を信吾に預けたまま、安心して浮気をしていることを信吾が感じ取っているとして、作品の中心テーマである信吾の菊子への愛情が、修一の浮気と「有機的」に絡み合っている理由を説明している。また、蛇の子が「可愛い女の悲しみや恨み」、青大将が「菊子をおびやかす同性（絹子）の怨念」の要素を持つものとして表現されているとし、他の川端作品（『蛇』『卵』）や太宰治の『斜陽』でも同種に見られる「日本文化の伝統の中に含まれる数々の蛇のイメージ」について言及している。
森本穫は、伊藤初代との婚約破談事件から生れ変遷していった川端の中の「美神」の像が、川端の養女・黒田政子へ受け継がれていった経過の流れを考察しつつ、『山の音』の嫁・菊子の造型に政子の存在があり、川端の政子に対する「抑えがたい慕情」が、菊子を生んだとしている。そして菊子から想起される亡き義姉の造型には、川端の従姉・黒田タマがあるとし、川端が幼い頃にタマに手を引かれて見上げた〈白いおとがひ〉の美しさの記憶と、『反橋』の母の〈白いあごに涙の流れたのをおぼえてゐますけれども〉の部分や、『山の音』で菊子の〈あごから首の線が言ひやうなく洗練された美しさ〉と表現される個所や、菊子が慈童面を付けて泣く場面の、〈あごから咽へ、涙が流れて〉いく描写の共通性、政子をモデルにした『天授の子』の民子が泣く場面を挙げ、それらの類似点を指摘している。
谷口幸代は、信吾の年齢設定の明治20年代前半生れが、日本の未曾有の〈勃興時代〉に生れ、〈繁栄時代〉に人となり、敗戦を体験した世代だと川端が発言している点や、信吾の故郷が〈信州〉という設定は、『農村青年報告』（1940年）の序文で、川端が述べていた「郷土愛の強さへの関心」に基づくものだと考察している。さらに、作中で横光利一の『欧州紀行』が登場することに触れつつ、喝食の面に誰かが似ているという信吾の呟きは、川端が『美について』（1950年）の中で語られている横光への思いに由来するとして、『山の音』は、横光が『旅愁』（1937年 - 1946年）で試みた「東西の文化の命題」に、川端が新たに取り組もうとした作品だったという見方も成り立つかもしれないとしている。
マーク・ピーターセンは『山の音』の第2章「蝉の羽」に、ごく短い間（文庫本の約1ページ）に〈やさしく〉という言葉が7回も出てくるところがあることに自著で触れており、同時に〈やさしく〉を nice, good, gentle, kind, kindness で表すサイデンステッカーの英訳についても紹介している。ピーターセンは、これらについて「仮に、その小説の『病的』に思われる部分が少々ヘルシーっぽくなってしまっても、このような優れた英訳で小説全体としての重みがまだまだ伝わるのは本当に嬉しい」としている。

## 映画化

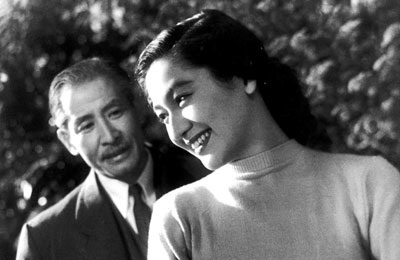
信吾役の山村聡と菊子役の原節子

『山の音』（東宝）は1954年の日本映画。95分。モノクロ、スタンダード。1954年（昭和29年）1月15日封切（一般公開は2月10日）。原作の完結前に映画が製作・公開されたため、映画の結末はシナリオを手がけた水木洋子によって描かれている。公開時の惹句は、「溢れくる愁いに ひとりきく山の音 愛情のなだれか 女の嗚咽か……」である。昭和29年度の第28回キネマ旬報ベスト・テンの第6位。第1回アジア太平洋映画祭音楽賞、録音賞、男優賞、女優賞を受賞。
なお山村聡と角梨枝子は、後述のドラマ版にも出演している。主要スタッフは成瀬の次作『晩菊』にも参加している。

### スタッフ
- 監督：成瀬巳喜男
- 製作：藤本真澄
- 原作：川端康成
- 脚本：水木洋子
- 音楽：斎藤一郎
- 撮影：玉井正夫
- 美術：中古智
- 録音：下永尚
- 照明：石井長四郎
- 編集：大井英史
- チーフ助監督：筧正典
- 製作担当者：馬場和夫
- 特殊技術：東宝技術部[59]
- 現像：東宝現像所

### キャスト
- 尾形菊子：原節子
- 尾形修一：上原謙
- 尾形信吾：山村聡
- 尾形保子：長岡輝子
- 谷崎英子：杉葉子
- 池田：丹阿弥谷津子
- 相原房子：中北千枝子
- 相原：金子信雄
- 絹子：角梨枝子
- 信吾の友人：十朱久雄
- 事務員：北川町子
- 房子の娘：斎藤史子
- 巡礼：馬野都留子

## テレビドラマ化

### 1963年版
- 『日本映画名作ドラマ 山の音』（NET〈現：テレビ朝日〉）
  - 1963年（昭和38年）10月13日 日曜日 22時 - 23時
  - 演出：武田知也。脚本：北條誠
  - 出演：山村聡、水戸光子、天田俊明、桜町弘子、角梨枝子、殿山泰司
  - ※ 1954年公開の成瀬巳喜男監督の東宝映画のテレビ版リメイク。山村聡、角梨枝子は映画版にも出演している。桜町弘子テレビドラマ初出演。
- 以上[60]

| NET 日本映画名作ドラマ | NET 日本映画名作ドラマ    | NET 日本映画名作ドラマ |
| 前番組                 | 番組名                    | 次番組                 |
| ---------------------- | ------------------------- | ---------------------- |
| 息子の縁談             | 山の音 （テレビドラマ版） | 素浪人忠弥             |

### 1981年版
- 連続テレビドラマ『妻そして女シリーズ 愛の陽炎』（MBS）
  - 1981年（昭和56年）6月29日 - 9月25日（全65回） 月曜日 - 金曜日 13時30分 - 13時45分
  - プロデューサー：太田匡彦。演出：中谷正和。脚本：梅林貴久生（梅林喜久生）
  - 出演：新藤恵美、仲谷昇、風見章子、中島久之、立石凉子、吉田哲子、藤洋子、長谷川直子、松岡与志雄、芝本正、安岡真知子、デイブ平尾、ビート本山、志乃原良子、岡本隆成、松田二三代、松田明
  - 音楽：鞍富誠三、エンディング曲：なかやまて由希「優しく傷つけて」（作詞：松本隆、作曲・編曲：林哲司）
  - ※ 一部資料では全70回と記載されている。
- 以上[61]

| 毎日放送制作・TBS系列 妻そして女シリーズ | 毎日放送制作・TBS系列 妻そして女シリーズ | 毎日放送制作・TBS系列 妻そして女シリーズ |
| 前番組                                   | 番組名                                   | 次番組                                   |
| ---------------------------------------- | ---------------------------------------- | ---------------------------------------- |
| 氷点                                     | 愛の陽炎                                 | からみ合い                               |

### 1984年版
- 東芝日曜劇場（第1422回）『山の音』（TBS）
  - 1984年（昭和59年）4月8日 日曜日 21時 - 21時54分
  - 演出：高畠豊。脚本：清水曙美。プロデューサー：石井ふく子
  - 出演：大竹しのぶ、乙羽信子、江藤潤、山内明、石井めぐみ、音無美紀子
- 以上[62]

| TBS系列 東芝日曜劇場           | TBS系列 東芝日曜劇場         | TBS系列 東芝日曜劇場                   |
| 前番組                         | 番組名                       | 次番組                                 |
| ------------------------------ | ---------------------------- | -------------------------------------- |
| 妻の星座 （第1421回） ※TBS制作 | 山の音 （第1422回） ※TBS制作 | 紙のダイヤモンド （第1423回） ※MBS制作 |

## おもな収録刊行本

### 単行本
- 『千羽鶴』（筑摩書房、1952年2月10日） NCID BA31588217
  - 装幀・題簽：小林古径。四六判。函入
  - 収録作品：山の音（「山の音」「蝉の羽」「雲の炎」「栗の実」「島の夢」「冬の桜」）、千羽鶴（「千羽鶴」「森の夕日」「絵志野」「母の口紅」）
- 普及版『千羽鶴』（筑摩書房、1952年3月15日）
  - 装幀：福田豊四郎（6月15日の第7刷以降は、小林古径の装幀・題簽となる）。四六判。紙装本カバー附
  - 収録作品は、1952年（昭和27年）2月初刊と同じ。
- 限定版『千羽鶴』（筑摩書房、1952年6月10日） 500部限定
  - 装幀・題簽：小林古径。四六判。函入
  - 収録作品：山の音（「山の音」「蝉の羽」「雲の炎」「栗の実」「島の夢」「冬の桜」）、千羽鶴（「千羽鶴」「森の夕日」「絵志野」「母の口紅」「二重星」）
  - ※ 芸術院賞受賞記念500部限定版。
- 特装版『千羽鶴』（筑摩書房、1952年8月15日）
  - 装幀・題簽：小林古径。四六判。函入
  - 収録作品は、1952年（昭和27年）6月刊行限定版と同じ。
- 現代日本名作選『千羽鶴・山の音』（筑摩書房、1952年9月25日）
  - 装幀：恩地孝四郎。四六判。紙装本
  - 解説：中村光夫
  - 収録作品：山の音（「山の音」「蝉の羽」「雲の炎」「栗の実」「島の夢」「冬の桜」「朝の水」「夜の声」「春の鐘」）、千羽鶴（「千羽鶴」「森の夕日」「絵志野」「母の口紅」「二重星」）
- 限定版『山の音』（筑摩書房、1954年4月20日） 長篇完結記念版・1000部限定 NCID BN1207478X
  - 装幀・題簽：山本丘人。四六判。函入。390頁
  - 収録作品：山の音（「山の音」「蝉の羽」「雲の炎」「栗の実」「島の夢」「冬の桜」「朝の水」「夜の声」「春の鐘」「鳥の家」「都の苑」「傷の後」「雨の中」「蚊の群」「蛇の卵」「秋の魚」）
- 普及版『山の音』（筑摩書房、1954年6月25日）
  - 装幀・題簽：山本丘人。四六判。厚紙装カバー附
  - 収録作品：上記の1000部限定版と同じ。
- 新書版『山の音』（筑摩書房、1955年2月15日）
  - 装幀：庫田叕。新書判。紙装本カバー附
- 『山の音』（講談社ミリオンブックス、1956年8月25日）
  - 解説：河上徹太郎。小型B6判。紙装本カバー附
- 『山の音』（講談社ロマンブックス、1963年5月10日）
  - 解説：河上徹太郎。小型B6判。紙装本カバー附
- 文庫版『山の音』（岩波文庫、1957年4月、新版1988年10月）
  - 解説：中村光夫
- 文庫版『山の音』（新潮文庫、1957年4月15日。改版1991年、再改版2010年8月20日、新版2022年4月）
  - 解説：山本健吉
- 文庫版『山の音』（角川文庫、1957年6月、改版2017年10月）
  - 解説：瀬沼茂樹
- 文庫版『山の音』（旺文社文庫、1967年9月）
  - 解説：村松剛。水木洋子「『山の音』を担当して」。中河与一「川端康成との交遊」
  - 新編版『山の音 他一編』（旺文社文庫、1974年11月）
  - 収録作品：「山の音」「末期の眼」

### 全集・選集
- 『川端康成全集第15巻 千羽鶴・山の音』（新潮社、1953年2月25日） - 全16巻本全集
  - 装幀・題簽：安田靫彦。四六判。厚紙装カバー附。口絵写真1枚。付録：川端康成「あとがき」
  - 収録作品：「山の音」（山の音、蝉の羽、雲の炎、栗の実、島の夢、冬の桜、朝の水、夜の声、春の鐘、鳥の家）、「千羽鶴」（千羽鶴、森の夕日、絵志野、母の口紅、二重星）
- 『川端康成選集第9巻 山の音』（新潮社、1956年1月25日） - 全10巻本選集
  - 装幀・題簽：町春草。小形B6判判函入。口絵写真1枚
  - 収録作品：「山の音」
- 『川端康成全集第8巻 千羽鶴・山の音』（新潮社、1960年1月30日） - 全12巻本全集
  - 菊判函入。口絵写真2葉：著者小影、志野の水注
  - 月報（第2回）：今東光「川端康成のこと」。深田久弥「親切な人」。河上徹太郎「解説――憂愁ただよふ作品」。川端康成「口絵解説」
  - 収録作品：「千羽鶴」「山の音」
- 『川端康成全集第8巻 千羽鶴・山の音』（新潮社、1969年8月25日） - 全19巻本全集
  - カバー題字：松井如流。菊判変形。函入。口絵写真2葉：著者小影、十宜の内「宜秋」（与謝蕪村）
  - 月報（第5回）：折口信夫「山の音を聴きながら」。〔川端文学への視点（5）〕長谷川泉「『伊豆の踊子』の考現学」
  - 収録作品：「千羽鶴」「波千鳥」「山の音」
- 『川端康成全集第12巻 小説12』（新潮社、1980年2月20日） - 全35巻本・補巻2全集
  - カバー題字：東山魁夷。四六判。函入
  - 収録作品：「千羽鶴」「波千鳥」「山の音」

## 派生作品・オマージュ作品
※出典は
- ある家族の夕餉（カズオ・イシグロ、1980年）
- 遠い山なみの光（カズオ・イシグロ、1982年1月）
- 共喰い（田中慎弥、2011年10月）